# Brani musicali di Ed Sheeran
Quella che segue è una lista dei brani musicali di Ed Sheeran, cantautore e chitarrista britannico in attività dal 2005.
In essa sono inclusi tutti i brani tratti dai sei album in studio pubblicati tra il 2006 e il 2020, con l'aggiunta del demo Spinning Man, delle tracce bonus inedite, dei brani presenti negli EP e delle b-side contenute nei singoli del cantante, oltre ai brani incisi in qualità di artista ospite.
| Titolo                                                              | Anno | Disco di provenienza                                                     | Autore/i | Note                           |
| ------------------------------------------------------------------- | ---- | ------------------------------------------------------------------------ | --- | ------------------------------ |
| Typical Average                                                     | 2005 | Spinning Man                                                             | Ed Sheeran | rifatta per The Orange Room EP |
| Misery                                                              | 2005 | Spinning Man                                                             | Ed Sheeran | rifatta per The Orange Room EP |
| On My Mind                                                          | 2005 | Spinning Man                                                             | Ed Sheeran |                                |
| No More War                                                         | 2005 | Spinning Man                                                             | Ed Sheeran |                                |
| Moody Ballad of Ed                                                  | 2005 | Spinning Man                                                             | Ed Sheeran | rifatta per The Orange Room EP |
| Addicted                                                            | 2005 | Spinning Man                                                             | Ed Sheeran | rifatta per The Orange Room EP |
| Butterfly                                                           | 2005 | Spinning Man                                                             | Ed Sheeran |                                |
| Concord                                                             | 2005 | Spinning Man                                                             | Ed Sheeran |                                |
| Crazy                                                               | 2005 | Spinning Man                                                             | Ed Sheeran |                                |
| Broken                                                              | 2005 | Spinning Man                                                             | Ed Sheeran |                                |
| Celebrity                                                           | 2005 | Spinning Man                                                             | Ed Sheeran |                                |
| Sleep                                                               | 2005 | Spinning Man                                                             | Ed Sheeran |                                |
| Mindless                                                            | 2005 | Spinning Man                                                             | Ed Sheeran |                                |
| I Love You                                                          | 2005 | Spinning Man                                                             | Ed Sheeran | rifatta per The Orange Room EP |
| Open Your Ears                                                      | 2006 | Ed Sheeran                                                               | Ed Sheeran |                                |
| Beyond the Pale                                                     | 2006 | Ed Sheeran                                                               | Ed Sheeran |                                |
| In Memory                                                           | 2006 | Ed Sheeran                                                               | Ed Sheeran |                                |
| Insomniac's Lullaby                                                 | 2006 | Ed Sheeran                                                               | Ed Sheeran |                                |
| Quiet Ballad of Ed                                                  | 2006 | Ed Sheeran                                                               | Ed Sheeran |                                |
| No Luck                                                             | 2006 | Ed Sheeran                                                               | Ed Sheeran |                                |
| Stevensong                                                          | 2006 | Ed Sheeran                                                               | Ed Sheeran |                                |
| (Billy Ruskin)                                                      | 2006 | Ed Sheeran                                                               | Ed Sheeran |                                |
| Spark                                                               | 2006 | Ed Sheeran                                                               | Ed Sheeran |                                |
| Pause                                                               | 2006 | Ed Sheeran                                                               | Ed Sheeran |                                |
| The Sea                                                             | 2006 | Ed Sheeran                                                               | Ed Sheeran |                                |
| Way Home                                                            | 2006 | Ed Sheeran                                                               | Ed Sheeran |                                |
| You Break Me                                                        | 2007 | Want Some?                                                               | Ed Sheeran |                                |
| I'm Glad I'm Not You                                                | 2007 | Want Some?                                                               | Ed Sheeran |                                |
| You Need to Cut Your Hair                                           | 2007 | Want Some?                                                               | Ed Sheeran |                                |
| Sara                                                                | 2007 | Want Some?                                                               | Ed Sheeran |                                |
| Move On                                                             | 2007 | Want Some?                                                               | Ed Sheeran, Alonestar |                                |
| Yellow Pages                                                        | 2007 | Want Some?                                                               | Ed Sheeran |                                |
| Smile                                                               | 2007 | Want Some?                                                               | Ed Sheeran |                                |
| Postcards                                                           | 2007 | Want Some?                                                               | Ed Sheeran |                                |
| Two Blokes and a Double Bass                                        | 2007 | Want Some?                                                               | Ed Sheeran |                                |
| The West Coast of Clare                                             | 2007 | Want Some?                                                               | Andy Irvine |                                |
| I Can't Spell                                                       | 2007 | Want Some?                                                               | Ed Sheeran |                                |
| You Need Me, I Don't Need You                                       | 2009 | You Need Me EP                                                           | Ed Sheeran | rifatta per +                  |
| So                                                                  | 2009 | You Need Me EP                                                           | Ed Sheeran |                                |
| Be Like You                                                         | 2009 | You Need Me EP                                                           | Ed Sheeran |                                |
| The City                                                            | 2009 | You Need Me EP                                                           | Ed Sheeran, Jake Gosling | rifatta per +                  |
| Sunburn                                                             | 2009 | You Need Me EP                                                           | Ed Sheeran |                                |
| The A Team                                                          | 2010 | Loose Change                                                             | Ed Sheeran | rifatta per +                  |
| Homeless                                                            | 2010 | Loose Change                                                             | Ed Sheeran, Anna Krantz |                                |
| Little Bird                                                         | 2010 | Loose Change                                                             | Ed Sheeran |                                |
| Sofa                                                                | 2010 | Loose Change                                                             | Ed Sheeran, Anna Krantz |                                |
| One Night                                                           | 2010 | Loose Change                                                             | Ed Sheeran, Jake Gosling |                                |
| Firefly                                                             | 2010 | Loose Change                                                             | Ed Sheeran |                                |
| Fall                                                                | 2010 | Songs I Wrote with Amy                                                   | Ed Sheeran, Amy Wadge |                                |
| Fire Alarms                                                         | 2010 | Songs I Wrote with Amy                                                   | Ed Sheeran, Amy Wadge |                                |
| Where We Land                                                       | 2010 | Songs I Wrote with Amy                                                   | Ed Sheeran, Amy Wadge |                                |
| Cold Coffee                                                         | 2010 | Songs I Wrote with Amy                                                   | Ed Sheeran, Amy Wadge |                                |
| She                                                                 | 2010 | Songs I Wrote with Amy                                                   | Ed Sheeran, Amy Wadge |                                |
| Lately (feat. Devlin)                                               | 2011 | No. 5 Collaborations Project                                             | Ed Sheeran, Jake Gosling, Devlin |                                |
| You (feat. Wiley)                                                   | 2011 | No. 5 Collaborations Project                                             | Ed Sheeran, Jake Gosling, Wiley |                                |
| Family (feat. P. Money)                                             | 2011 | No. 5 Collaborations Project                                             | Ed Sheeran, Jake Gosling, P Money |                                |
| Radio (feat. JME)                                                   | 2011 | No. 5 Collaborations Project                                             | Ed Sheeran, Jake Gosling, JME |                                |
| Little Lady (feat. Mikill Pane)                                     | 2011 | No. 5 Collaborations Project                                             | Ed Sheeran, Mikill Pane |                                |
| Drown Me Out (feat. Ghetts)                                         | 2011 | No. 5 Collaborations Project                                             | Ed Sheeran, Jake Gosling, Ghetts |                                |
| Nightmares (feat. Random Impulse, Sway, Wretch 32)                  | 2011 | No. 5 Collaborations Project                                             | Ed Sheeran, Jake Gosling, Random Impulse, Sway, Wretch 32                                                                                  |                                |
| Goodbye to You (feat. Dot Rotten)                                   | 2011 | No. 5 Collaborations Project                                             | Ed Sheeran, Jake Gosling, Dot Rotten |                                |
| If I Could (Wiley feat. Ed Sheeran)                                 | 2011 | Chill Out Zone                                                           | Richard Cowie, Ed Sheeran |                                |
| Young Guns (Lewi White feat. Ed Sheeran, Yasmin, Griminal & Devlin) | 2011 | /                                                                        | Lewi White, Ed Sheeran, James Devlin, Joshua Ramsey, Jake Gosling                                                                          |                                |
| Hush Little Baby (Wretch 32 feat. Ed Sheeran)                       | 2011 | Black and White                                                          | Jermaine Scott, Ed Sheeran, Iain James, Tom Barnes, Pete Kelleher, Ben Kohn                                                                |                                |
| Drunk                                                               | 2011 | +                                                                        | Ed Sheeran, Jake Gosling |                                |
| U. N. I.                                                            | 2011 | +                                                                        | Ed Sheeran, Jake Gosling |                                |
| Grade 8                                                             | 2011 | +                                                                        | Ed Sheeram, True Tiger |                                |
| Wake Me Up                                                          | 2011 | +                                                                        | Ed Sheeran, Jake Gosling |                                |
| Small Bump                                                          | 2011 | +                                                                        | Ed Sheeran |                                |
| This                                                                | 2011 | +                                                                        | Ed Sheeran, Gordon Mills |                                |
| Lego House                                                          | 2011 | +                                                                        | Ed Sheeran, Jake Gosling, Chris Leonard |                                |
| Kiss Me                                                             | 2011 | +                                                                        | Ed Sheeran, Julie Frost, Justin Franks |                                |
| Give Me Love                                                        | 2011 | +                                                                        | Ed Sheeran, Jake Gosling, Chris Leonard |                                |
| Autumn Leaves                                                       | 2011 | +                                                                        | Ed Sheeran, Jake Gosling | bonus track                    |
| Gold Rush                                                           | 2011 | +                                                                        | Ed Sheeran, Amy Wadge | bonus track                    |
| London Bridge                                                       | 2012 | The Slumdon Bridge (con Yelawolf)                                        | Ed Sheeran, Jake Gosling, Yelawolf |                                |
| Faces                                                               | 2012 | The Slumdon Bridge (con Yelawolf)                                        | Ed Sheeran, Jake Gosling, Yelawolf |                                |
| You Don't Know (For Fucks Sake)                                     | 2012 | The Slumdon Bridge (con Yelawolf)                                        | Ed Sheeran, Jake Gosling, Yelawolf |                                |
| Outro                                                               | 2012 | The Slumdon Bridge (con Yelawolf)                                        | Ed Sheeran, Jake Gosling, Yelawolf |                                |
| Watchtower (Devlin feat. Ed Sheeran)                                | 2012 | A Moving Picture                                                         | James Devlin, Ed Sheeran, Timothy McKenzie, Bob Dylan, Jimi Hendrix                                                                        |                                |
| Everything Has Changed (Taylor Swift feat. Ed Sheeran)              | 2012 | Red                                                                      | Taylor Swift, Ed Sheeran |                                |
| Old School Love (Lupe Fiasco feat. Ed Sheeran)                      | 2013 | /                                                                        | Wasalu Jaco, Ed Sheeran, Justin Franks |                                |
| I See Fire                                                          | 2013 | The Hobbit: The Desolation of Smaug (Original Motion Picture Soundtrack) | Ed Sheeran |                                |
| One                                                                 | 2014 | X                                                                        | Ed Sheeran |                                |
| I'm a Mess                                                          | 2014 | X                                                                        | Ed Sheeran |                                |
| Sing                                                                | 2014 | X                                                                        | Ed Sheeran, Pharrell Williams |                                |
| Don't                                                               | 2014 | X                                                                        | Ed Sheeran, Benjamin Levin |                                |
| Nina                                                                | 2014 | X                                                                        | Ed Sheeran, Johnny McDaid |                                |
| Photograph                                                          | 2014 | X                                                                        | Ed Sheeran, Johnny McDaid |                                |
| Bloodstream                                                         | 2014 | X                                                                        | Ed Sheeran, Gary Lightbody, Johnny McDaid, Rudimental                                                                                      |                                |
| Tenerife Sea                                                        | 2014 | X                                                                        | Ed Sheeran, Foy Vance, Johnny McDaid |                                |
| Runaway                                                             | 2014 | X                                                                        | Ed Sheeran, Pharrell Williams |                                |
| The Man                                                             | 2014 | X                                                                        | Ed Sheeran |                                |
| Thinking Out Loud                                                   | 2014 | X                                                                        | Ed Sheeran, Amy Wadge |                                |
| Afire Love                                                          | 2014 | X                                                                        | Ed Sheeran, Foy Vance, Johnny McDaid |                                |
| Take It Back                                                        | 2014 | X                                                                        | Ed Sheeran, Johnny McDaid | bonus track                    |
| Shirtsleeves                                                        | 2014 | X                                                                        | Ed Sheeran | bonus track                    |
| Even My Dad Does Sometimes                                          | 2014 | X                                                                        | Ed Sheeran, Amy Wadge | bonus track                    |
| All of the Stars                                                    | 2014 | X                                                                        | Ed Sheeran, Johnny McDaid | bonus track                    |
| Everything You Are                                                  | 2014 | Don't                                                                    | Ed Sheeran | b-side                         |
| Friends                                                             | 2014 | Don't                                                                    | Ed Sheeran | b-side                         |
| Make It Rain                                                        | 2014 | /                                                                        | Foy Vance |                                |
| I Will Take You Home                                                | 2015 | Bloodstream                                                              | Ed Sheeran | b-side                         |
| Lay It All on Me (Rudimental feat. Ed Sheeran)                      | 2015 | We the Generation                                                        | Amir Amor, Kesi Dryden, Piers Aggett, Leon Rolle, James Newman, John Harris, Ed Sheeran                                                    |                                |
| English Rose                                                        | 2015 | X (Wembley Edition)                                                      | Ed Sheeran |                                |
| Touch and Go                                                        | 2015 | X (Wembley Edition)                                                      | Ed Sheeran |                                |
| New York                                                            | 2015 | X (Wembley Edition)                                                      | Ed Sheeran |                                |
| Eraser                                                              | 2017 | ÷                                                                        | Ed Sheeran, Johnny McDaid |                                |
| Castle on the Hill                                                  | 2017 | ÷                                                                        | Ed Sheeran, Benjamin Levin |                                |
| Dive                                                                | 2017 | ÷                                                                        | Ed Sheeran, Benjamin Levin, Julia Michaels                                                                                                 |                                |
| Shape of You                                                        | 2017 | ÷                                                                        | Ed Sheeran, Johnny McDaid, Steve Mac |                                |
| Perfect                                                             | 2017 | ÷                                                                        | Ed Sheeran |                                |
| Galway Girl                                                         | 2017 | ÷                                                                        | Ed Sheeran, Foy Vance, Johnny McDaid, Amy Wadge, Eamon Murray, Niamh Dunne, Liam Bradley, Damian McKee, Sean Graham                        |                                |
| Happier                                                             | 2017 | ÷                                                                        | Ed Sheeran, Benjamin Levin, Ryan Tedder |                                |
| New Man                                                             | 2017 | ÷                                                                        | Ed Sheeran, Benjamin Levin, Jessie Dare, Ammar Malik                                                                                       |                                |
| Hearts Don't Break Around Here                                      | 2017 | ÷                                                                        | Ed Sheeran, Johnny McDaid |                                |
| What Do I Know?                                                     | 2017 | ÷                                                                        | Ed Sheeran, Foy Vance, Johnny McDaid |                                |
| How Would You Feel (Paean)                                          | 2017 | ÷                                                                        | Ed Sheeran |                                |
| Supermarket Flowers                                                 | 2017 | ÷                                                                        | Ed Sheeran, Benjamin Levin, Johnny McDaid                                                                                                  |                                |
| Barcelona                                                           | 2017 | ÷                                                                        | Ed Sheeran, Amy Wadge, Foy Vance, Johnny McDaid, Benjamin Levin                                                                            | bonus track                    |
| Bibia Be Ye Y                                                       | 2017 | ÷                                                                        | Ed Sheeran, Nana Richard Abiona, Jospeh Addison, Stephen Woode, Benjamin Levin                                                             | bonus track                    |
| Nancy Mulligan                                                      | 2017 | ÷                                                                        | Ed Sheeran, Amy Wadge, Johnny McDaid, Foy Vance, Murray Cummings, Benjamin Levin                                                           | bonus track                    |
| Save Myself                                                         | 2017 | ÷                                                                        | Ed Sheeran, Amy Wadge, Timothy McKenzie | bonus track                    |
| End Game (Taylor Swift feat. Ed Sheeran & Future)                   | 2017 | Reputation                                                               | Taylor Swift, Ed Sheeran, Max Martin, Shellback, Nayvadius Wilburn                                                                         |                                |
| River (Eminem feat. Ed Sheeran)                                     | 2017 | Revival                                                                  | Marshall Mathers, Emile Haynie, Ed Sheeran                                                                                                 |                                |
| Beautiful People (feat. Khalid)                                     | 2019 | No. 6 Collaborations Project                                             | Ed Sheeran, Fred Gibson, Max Martin, Shellback, Khalid Robinson                                                                            |                                |
| South of the Border (feat. Camila Cabello & Cardi B)                | 2019 | No. 6 Collaborations Project                                             | Ed Sheeran, Steve Mac, Fred Gibson, Camila Cabello, Belcalis Almánzar, Jordan Thorpe                                                       |                                |
| Cross Me (feat. Chance the Rapper & PnB Rock)                       | 2019 | No. 6 Collaborations Project                                             | Ed Sheeran, Fred Gibson, Chancelor Bennett, Rakim Hasheem Allen                                                                            |                                |
| Take Me Back to London (feat. Stormzy)                              | 2019 | No. 6 Collaborations Project                                             | Ed Sheeran, Fred Gibson, Max Martin, Shellback, Michael Omari                                                                              |                                |
| Best Part of Me (feat. Yebba)                                       | 2019 | No. 6 Collaborations Project                                             | Ed Sheeran, Benjamin Levin, Abbey Smith |                                |
| I Don't Care (with Justin Bieber)                                   | 2019 | No. 6 Collaborations Project                                             | Ed Sheeran, Fred Gibson, Max Martin, Shellback, Justin Bieber, Jason "Poo Bear" Boyd                                                       |                                |
| Antisocial (with Travis Scott)                                      | 2019 | No. 6 Collaborations Project                                             | Ed Sheeran, Fred Gibson, Jacques Webster, Joseph Saddler                                                                                   |                                |
| Remember the Name (feat. Eminem & 50 Cent)                          | 2019 | No. 6 Collaborations Project                                             | Ed Sheeran, Max Martin, Shellback, Marshall Maters, Curtis Jackson, André Benjamin, Antwan Patton, Patrick Brown, Raymon Murray, Rico Wade |                                |
| Feels (feat. Young Thug & J Hus)                                    | 2019 | No. 6 Collaborations Project                                             | Ed Sheeran, Fred Gibson, Jeffery Lamar Williams, Momodou "J Hus" Jallow                                                                    |                                |
| Put It All on Me (feat. Ella Mai)                                   | 2019 | No. 6 Collaborations Project                                             | Ed Sheeran, Fred Gibson, Ella Mai Howell                                                                                                   |                                |
| Nothing on You (feat. Paulo Londra & Dave)                          | 2019 | No. 6 Collaborations Project                                             | Ed Sheeran, Fred Gibson, David Omoregie, Paulo Ezequiel Londra, Daniel Echavarria Oviedo, Cristian Andres Salazar                          |                                |
| I Don't Want Your Money (feat. H.E.R.)                              | 2019 | No. 6 Collaborations Project                                             | Ed Sheeran, Fred Gibson, Paul Jefferies, Joe Reeves                                                                                        |                                |
| 1000 Nights (feat. Meek Mill & A Boogie wit da Hoodie)              | 2019 | No. 6 Collaborations Project                                             | Ed Sheeran, Fred Gibson, Robert Williams, Artist Dubose, Matthew Samuels, Jahaan Akil Sweet                                                |                                |
| Way to Break My Heart (feat. Skrillex)                              | 2019 | No. 6 Collaborations Project                                             | Ed Sheeran, Steve Mac, Sonny Moore |                                |
| Blow (with Chris Stapleton & Bruno Mars)                            | 2019 | No. 6 Collaborations Project                                             | Ed Sheeran, Bruno Mars, Chris Stapleton, Brody Brown, Frank Rogers, J.T. Cure, Bard McNamee, Gregory McKee                                 |                                |
| Afterglow                                                           | 2020 | /                                                                        | Ed Sheeran, David Hodges, Fred Gibson |                                |